# Karsten Timm
Karsten Timm (21 de octubre de 1964) es un deportista de la RDA que compitió en remo. Ganó una medalla de plata en el Campeonato Mundial de Remo de 1987, en la prueba de ocho con timonel.

## Palmarés internacional
| Campeonato Mundial | Campeonato Mundial     | Campeonato Mundial | Campeonato Mundial |
| Año                | Lugar                  | Medalla            | Prueba             |
| ------------------ | ---------------------- | ------------------ | ------------------ |
| 1987               | Copenhague (Dinamarca) | Medalla de plata   | Ocho con timonel   |